# Hunger – Sehnsucht nach Liebe
Hunger – Sehnsucht nach Liebe ist ein deutsches Filmdrama von Dana Vávrová aus dem Jahr 1997 mit Catherine Flemming in der Hauptrolle der an Bulimie erkrankten Laura.

## Handlung
Laura leidet an der Essstörung Bulimie. Ursächlich hierfür ist ihre unglückliche Kindheit und Jugend und das instabile Verhältnis zu ihrer Mutter. Als sie sich in den Graffiti-Künstler Simon verliebt, verheimlicht sie ihm ihre Zwangsstörung, aber ihr gesundheitlicher Zustand verbessert sich mit dem Zusammensein Simons.

## Produktionsnotizen
Hunger – Sehnsucht nach Liebe wurde vom 16. Oktober bis zum 11. November 1996 in München und Umgebung sowie in der Toskana gedreht. Am 4. September 1997 wurde der Film uraufgeführt, am 5. August 1999 wurde er erstmals im deutschen Fernsehen gesendet.